# Choeroniscus minor
Choeroniscus minor es una especie de murciélago de la familia Phyllostomidae.

## Distribución geográfica
Se encuentra en Bolivia, al noroeste de Brasil, Colombia, Ecuador, Guayana Francesa, Guayana, Perú, Surinam, Venezuela y Trinidad.